# Kings Selma Olofsdotter
Kings Selma Olofsdotter, född 20 oktober 1891 i Mora församling, Kopparbergs län, död 10 oktober 1927 i Mora församling, Kopparbergs län, var en svensk spelman från Färnäs i Mora Socken, Dalarna.

## Biografi
Kings Selmas efternamn uppges som Olsson i kyrkoböckerna och hon gifte sig Nilsson, men hon är mest känd under namnet Olofsdotter som används i notsamlingen Svenska låtar.
Kings Selma växte upp i en musikalisk familj som yngst av nio barn. Hon lärde sig spela av sin far, Kings Olof Andersson som var en av flera i släkten som spelade fiol. År 1905 stod familjen modell för Anders Zorns målning och etsning "Musik i stugan" där Kings Selma spelar gitarr och förmodligen sjunger medan Kings Olof spelar fiol.
På den första spelmanstävlingen, ordnad av Zorn på Gesundaberget 1906, spelade Kings Selma när hon var femton år gammal. Hon deltog även i spelmanstävlingen i Mora 1907 och fick extra pris på 10 kr.
I december 1906 tecknade Nils Andersson ned en långdans, en polska och en brännvinslåt med text efter henne och sommaren 1921 tecknade Olof Andersson ned ytterligare en brudmarsch. Ett år senare publicerades låtarna i den första boken i folkmusiksamlingen Svenska låtar. Brännvinslåten, som enligt Olof Andersson spelades på gästabud medan en kåsa med brännvin delades med gästerna, tecknades också ned efter Anders Zorn och blev senare känd som "Zorns snapsvisa".
Kings Selma gifte sig 27 februari 1916 med Hållams Johannes Nilsson. De fick två barn tillsammans, Maria Margareta och Nils Olof.